# Axel Rabbach
Axel Rabbach (* 23. Dezember 1942 in Berlin) ist ein deutscher Politiker (CDU) und war von 1995 bis 2006 Mitglied im Abgeordnetenhaus von Berlin.
Axel Rabbach war nach einer Ausbildung zum Diplom-Verwaltungswirt (FH) bis 1985 in der Senatsverwaltung für Wissenschaft und Forschung beschäftigt. Anschließend war er bis 1995 Bezirksstadtrat für Jugend und Sport im Bezirk Charlottenburg. Im Wahlkreis Charlottenburg 2 erhielt er 1995 ein Direktmandat im Abgeordnetenhaus, das er 1999 und 2001 bei verändertem Wahlkreiszuschnitt verteidigte.